# Sphaerodactylus parvus
Espèce
Synonymes
- Sphaerodactylus macrolepis parvus King, 1962

Sphaerodactylus parvus est une espèce de geckos de la famille des Sphaerodactylidae.

## Répartition
Cette espèce se rencontre :
- sur les îles de Dog Island et d'Anguilla ;
- sur les îles de Saint-Martin et de Tintamarre ;
- sur l'île de Saint-Barthélemy.

## Description
Ce reptile est insectivore et consomme la plupart des insectes et arthropodes de taille adaptée.

## Publication originale
- King, 1962 : Systematics of Lesser Antillean lizards of the genus Sphaerodactylus. Bulletin of the Florida State Museum, Biological Sciences, vol. 7, p. 1-52 (texte intégral).